# Kasachische Eishockeynationalmannschaft der Frauen
Die kasachische Eishockeynationalmannschaft der Frauen ist die nationale Eishockeyauswahlmannschaft Kasachstans. Sie liegt in der aktuellen IIHF-Weltrangliste von 2010 auf dem achten Platz und spielt in der sog. A-Weltmeisterschaft (offiziell: Top Division).

## Geschichte
Die kasachische Eishockeynationalmannschaft der Frauen nimmt seit 1996 an internationalen Wettbewerben teil. Ihr bislang größter Erfolg bei einer Weltmeisterschaft war das Erreichen von Platz sechs bei der Weltmeisterschaft 2009. Bei ihrer einzigen Olympiateilnahme schlossen die Kasachinnen 2002 in Salt Lake City auf dem achten und somit letzten Platz ab.

## Platzierungen

### Europameisterschaften
- 1996 – 13. Platz (7. B-EM)

#### Weltmeisterschaften
- 2000 – 1. Platz B-WM
- 2001 – 8. Platz
- 2003 – 2. Platz Division I
- 2004 – 1. Platz Division I
- 2005 – 7. Platz
- 2007 – 9. Platz
- 2008 – 1. Platz Division I
- 2009 – 6. Platz
- 2011 – 8. Platz
- 2012 – 6. Platz Division IA
- 2013 – 5. Platz Division IB
- 2014 – 6. Platz Division IB
- 2015 – 1. Platz Division IIA
- 2016 – 3. Platz Division IB
- 2017 – 2. Platz Division IB
- 2018 – 4. Platz Division IB
- 2019 – 5. Platz Division IB
- 2020–2021 – keine Austragung
- 2022 – 4. Platz Division IB
- 2023 – 6. Platz Division IB
- 2024 – 1. Platz Division IIA
- 2025 – 4. Platz Division IB

### Olympische Winterspiele
- 2002 – 8. Platz
- 2006 – nicht qualifiziert
- 2010 – nicht qualifiziert
- 2014 – nicht qualifiziert
- 2018 – nicht qualifiziert
- 2022 – nicht qualifiziert

### Platzierungen bei denWinter-Asienspielen
- 1996 – Bronzemedaille
- 1999 – Bronzemedaille
- 2003 – Goldmedaille
- 2007 – Goldmedaille
- 2011 – Goldmedaille
- 2017 – Bronzemedaille